# Sylvie Brunel

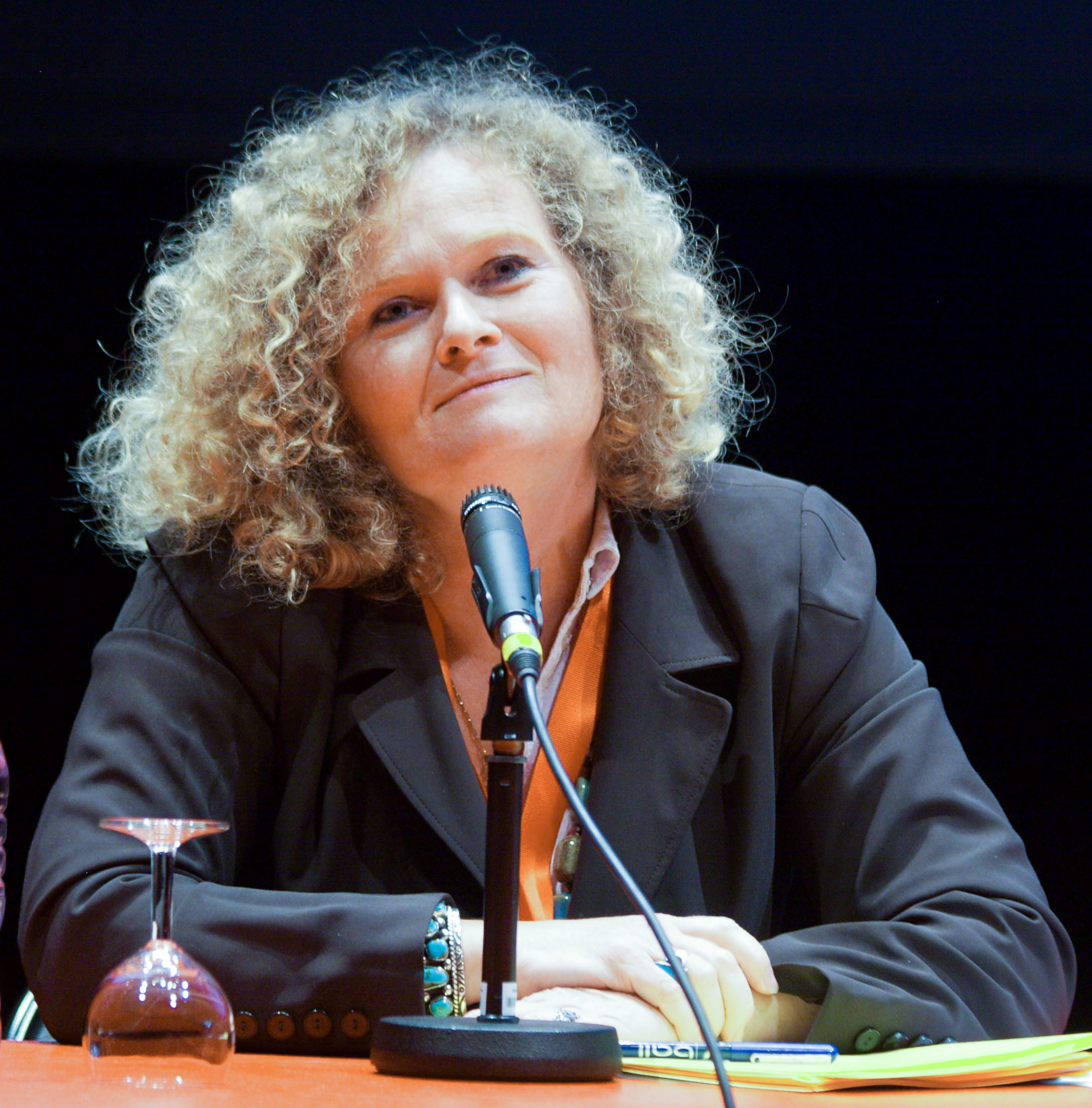
Sylvie Brunel (2008)

Sylvie Brunel (* 13. Juli 1960 in Douai) ist eine französische Wirtschaftswissenschaftlerin und Geographin.

## Werdegang, Forschung und Lehre
Brunel studierte zunächst am Centre de formation des journalistes, an dem sie 1981 mit einem Diplôme d’études universitaires générales sowie später mit einem Maîtrise in Öffentlichem Recht graduierte. Später habilitierte sie in Geographie und schloss 1991 an der Universität Bordeaux I ein Wirtschaftswissenschaftssudium mit Erreichen des Doktortitels ab. Zwischen 1988 und 2007 war Brunel am Institut d’études politiques de Paris tätig. 2002 folgte sie einem Ruf der Universität Paul-Valéry-Montpellier als ordentliche Professorin. 2007 wechselte sie an die Universität Paris IV.
Brunels Arbeitsschwerpunkte liegen im Bereich Globalisierung und Entwicklungszusammenarbeit. Hierzu verfasste sie verschiedene Bücher und Fachartikel, unter anderem erschienen in der Reihe Que sais-je ?.
Zwischen 1984 und 1989 engagierte sich Brunel für Ärzte ohne Grenzen. Ab 1989 war sie bis 2002 für die Action Contre la Faim tätig, dabei zwischen 2001 und 2002 als Präsidentin. 1991 berief sie die seinerzeitige Generalsekretär der Vereinten Nationen Boutros Boutros-Ghali in eine Gruppe bedeutender Persönlichkeiten zur Entwicklung Afrikas. 2002 wurde Brunel im Rang eines Ritters in die Ehrenlegion aufgenommen. Seit 2010 ist sie assoziiertes Mitglied der Académie royale des Sciences, des Lettres et des Beaux-Arts de Belgique.
Ab 1983 war Brunel mit dem Geschäftsmann und Politiker Éric Besson verheiratet, die Ehe wurde 2009 geschieden. Die gemeinsame Tochter Ariane Fornia tritt als Schriftstellerin in Erscheinung.